# هيلين كلايتون
هيلين كلايتون (بالإنجليزية: Helen Clayton)‏ هي لاعبة اتحاد الرغبي بريطانية، ولدت في 17 يونيو 1971.